# Anthophora nigriceps
Anthophora nigriceps là một loài Hymenoptera trong họ Apidae. Loài này được Morawitz mô tả khoa học năm 1886.

## Hình ảnh

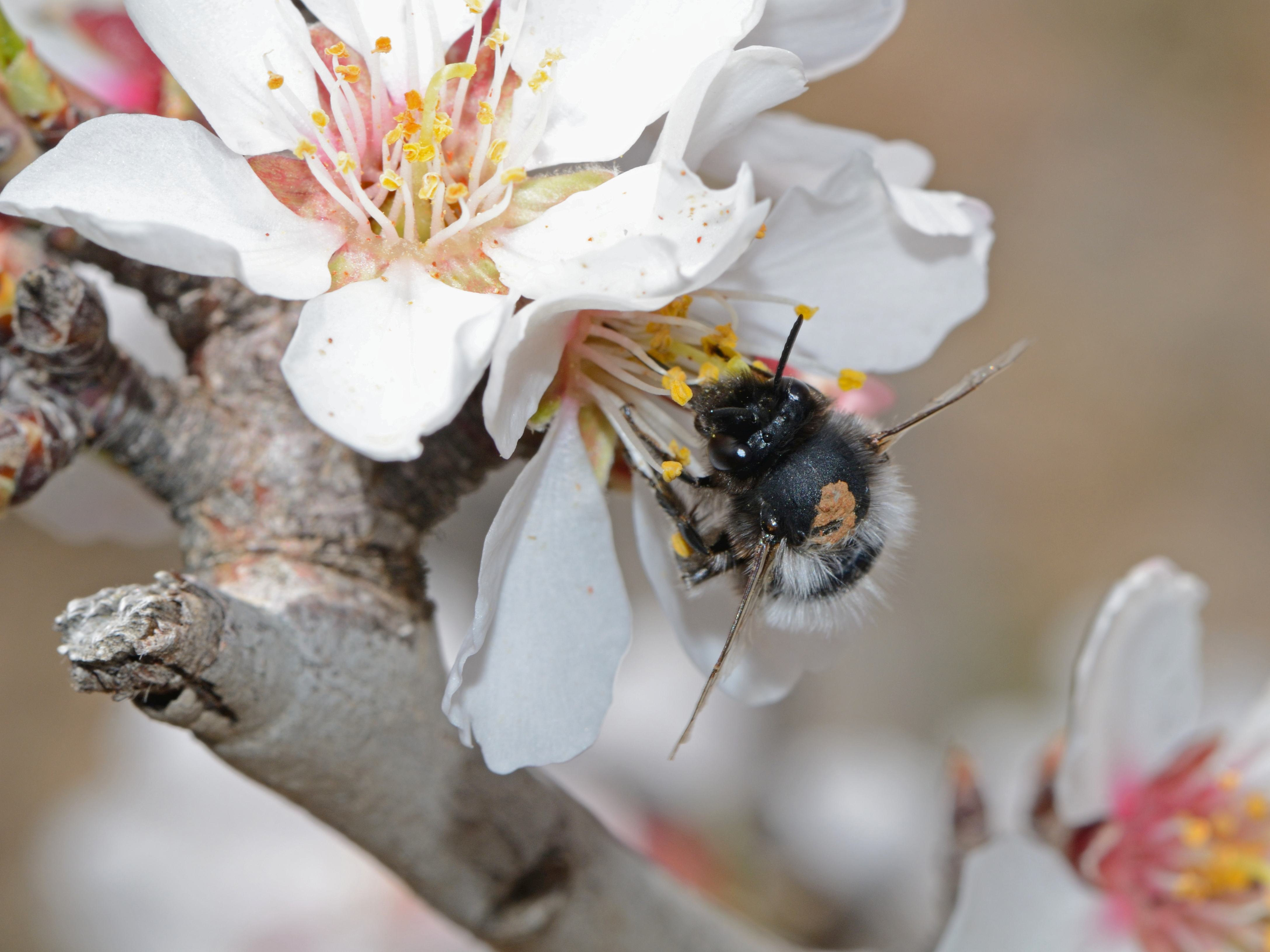
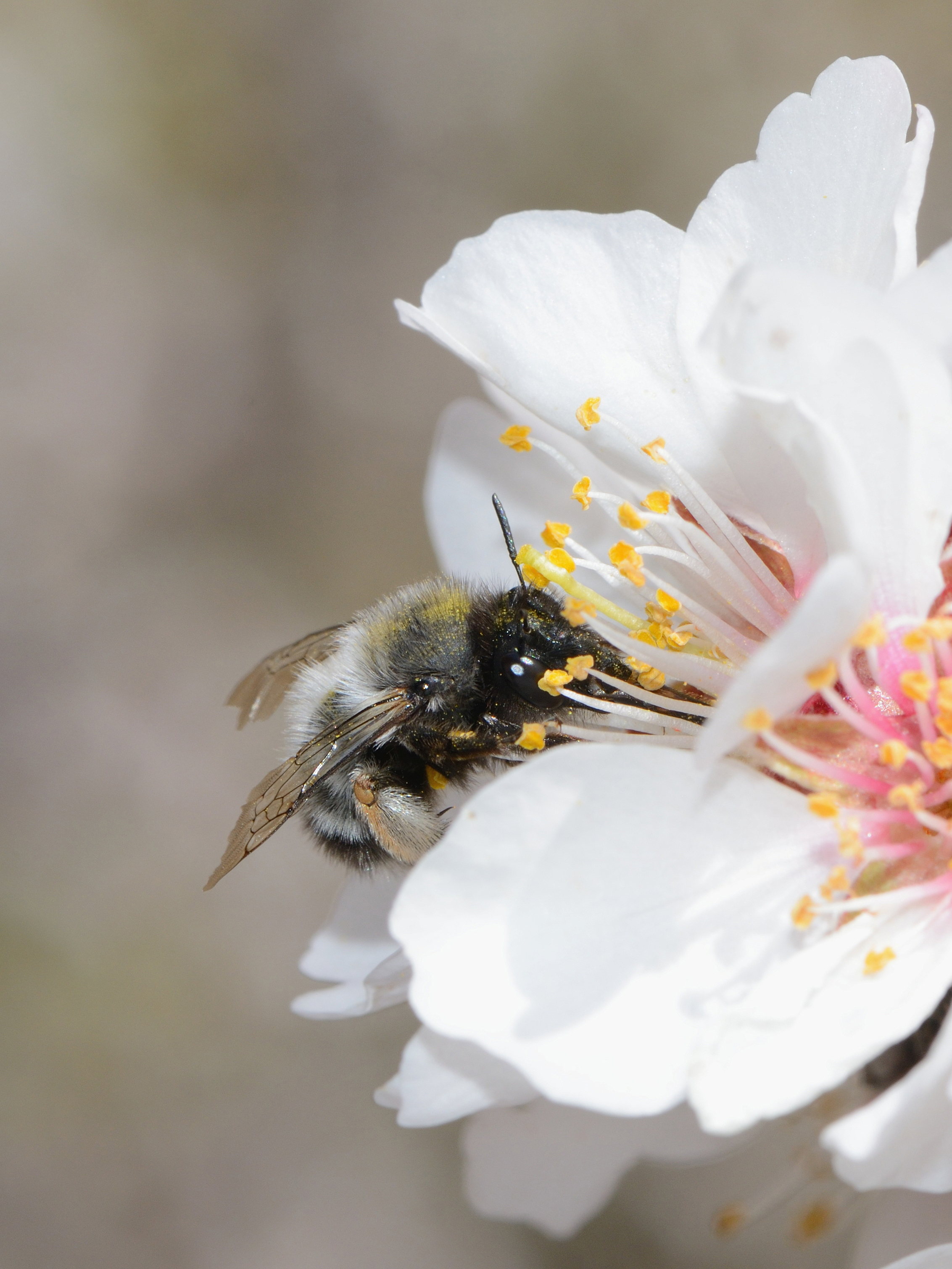
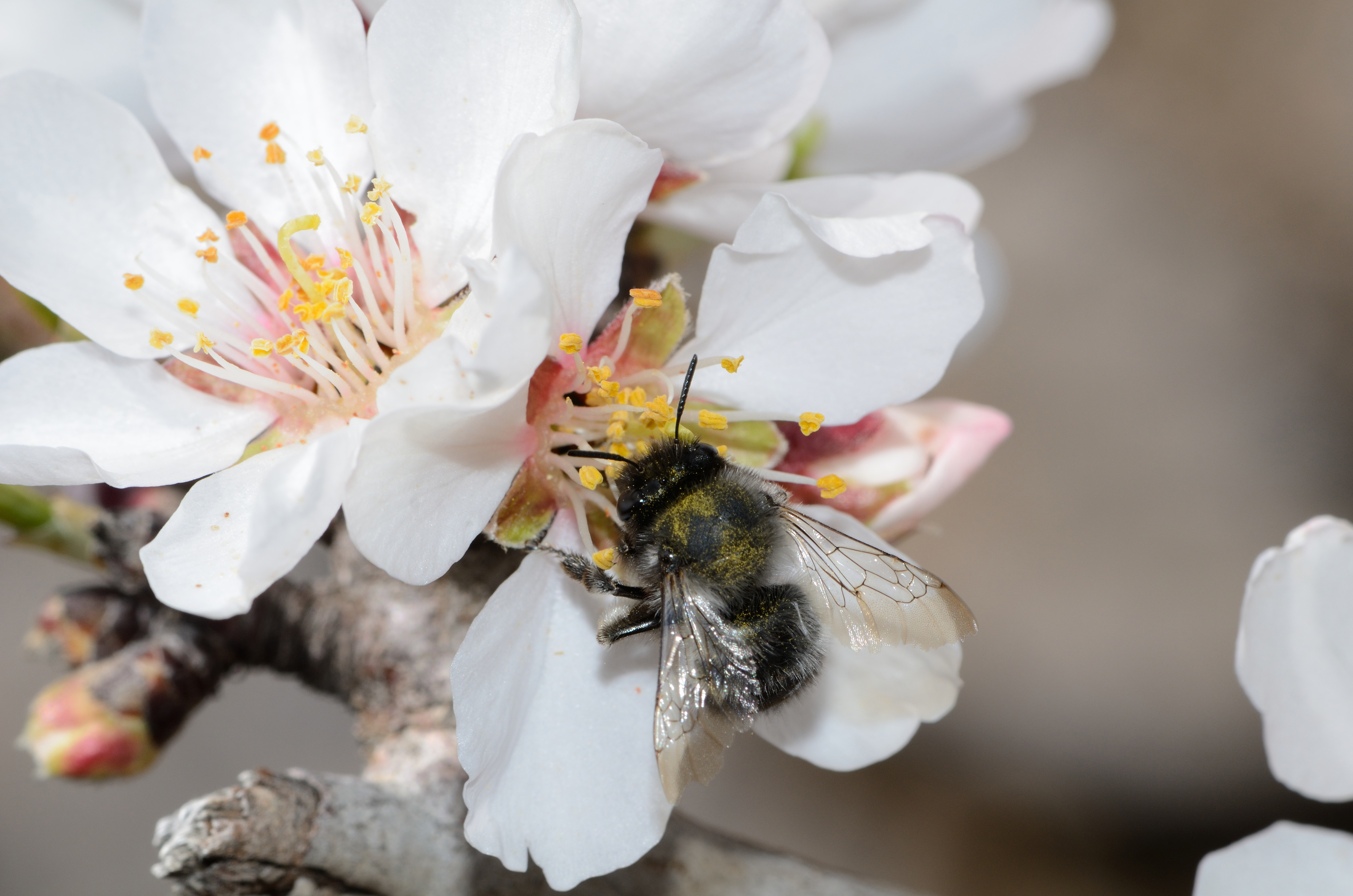
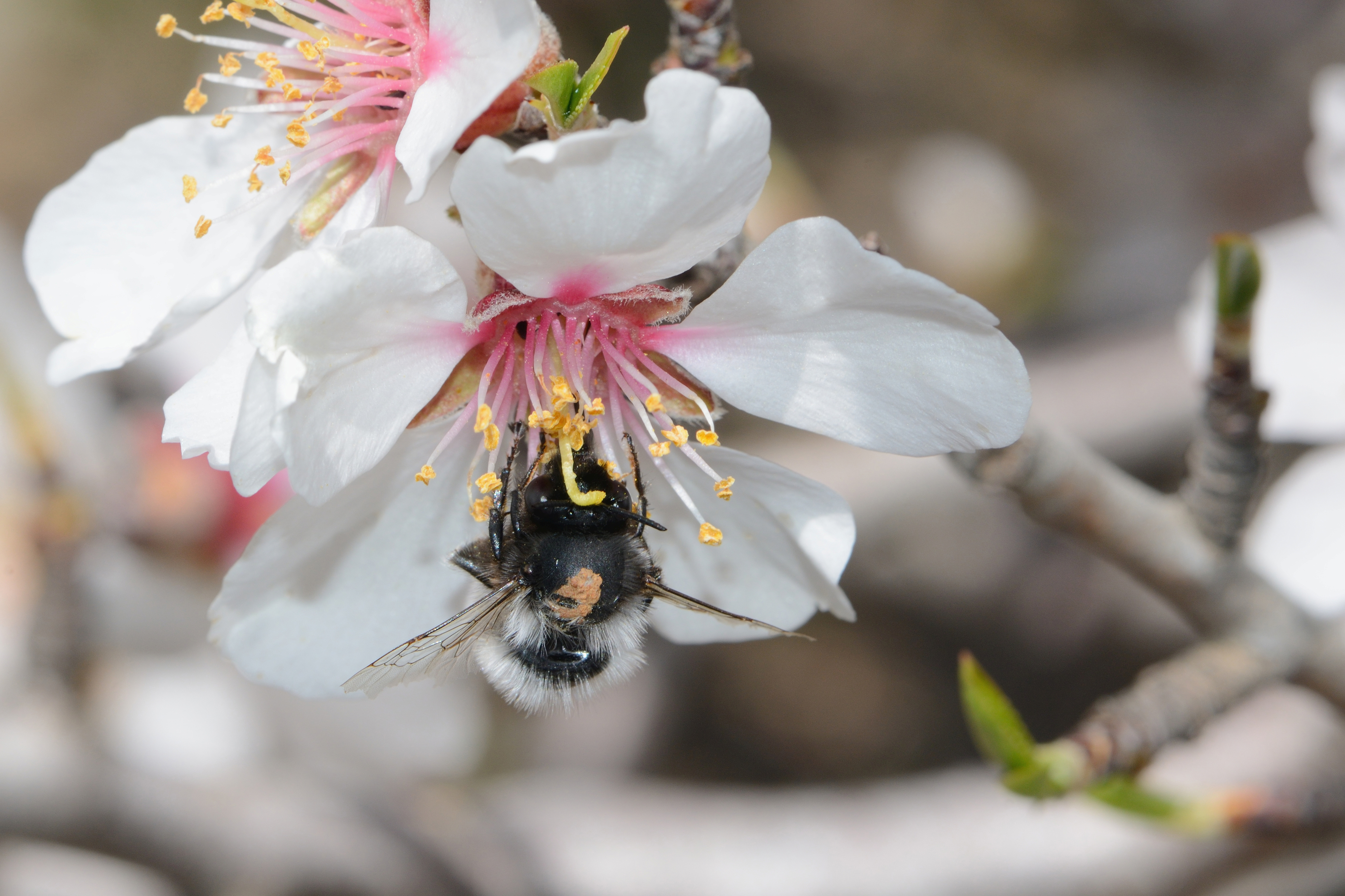